# Североаргентинский опоссум
Североаргентинский опоссум (лат. Cryptonanus ignitus) — вид недавно вымерших млекопитающих из семейства опоссумовых. Жил в лесах в аргентинской пограничной (с Чили и Боливией) провинции Жужуй. Места его обитания подверглись уничтожению при сведении лесов для нужд сельского хозяйства. Последнее наблюдение животного датировано 1962 годом.